# Francisc Șirato
Francisc Șirato né le 15 août 1877 à Craiova et mort le 4 août 1953  à Bucarest, est un peintre et graphiste roumain.